# Seeking Dolly Parton
Pour plus de détails, voir Fiche technique et Distribution.
Seeking Dolly Parton est un film américain écrit et réalisé par Michael Worth (en), sorti en 2015,.

## Synopsis
Charlie et Cerina, un couple de femmes, décide d'avoir un bébé. 
Pour y parvenir, elles demandent à Josh, l'ex de Cerina, d'être le père biologique.

## Fiche technique
- Titre : Seeking Dolly Parton
- Réalisation : Michael Worth (en)
- Scénario : Michael Worth
- Société de production : Grizzly Peak Films
- Photographie :
- Musique :
- Langue d'origine : Anglais américain
- Pays d'origine :  États-Unis
- Genre : Comédie dramatique, romance saphique
- Lieux de tournage : Berkeley, Californie, États-Unis
- Durée : 97 minutes (1 h 37)
- Date de sortie :
  -  États-Unis 2 mai 2015

## Distribution
- Kacey Barnfield : Charlie
- Anya Monzikova : Cerina
- Michael Worth : Josh
- Paula Alder : Leslie
- Alex Ballar : Leo
- Raffaello Degruttola : Jon
- Shane Fahy : Richard
- Jean Franco : Ben
- Lois Stewart : la grand-mère
- Max Tadman : le garçon à la bicyclette